# Мездрея
Мездрея́ (болг. Мездрея) — село в Монтанській області Болгарії. Входить до складу общини Берковиця.

## Населення
За даними перепису населення 2011 року у селі проживали 218 осіб.
Національний склад населення села:
| Національність   | Кількість осіб | Відсоток |
| ---------------- | -------------- | -------- |
| болгари          | 205            | 94,0%    |
| цигани           | 9              | 4,1%     |
| турки            | 0              | 0%       |
| інша             | 0              | 0%       |
| не визначились   | 4              | 1,8%     |
| Всього відповіли | 218            |          |

Розподіл населення за віком у 2011 році:
Динаміка населення: